# Мері Лу Джепсен
Мері Лу Джепсен — технічна керівниця і винахідниця в галузях дисплеїв, обробки зображень і комп'ютерного обладнання. Вона була першою технічною директоркою та співзасновницею One Laptop per Child (OLPC), а пізніше заснувала компанію Pixel Qi у Тайбеї (Тайвань), що спеціалізується на розробці та виробництві дисплеїв. Джепсен заснувала та очолювала два амбітні проєкти в Google X і працювала виконавчою директоркою у Facebook / Oculus VR , керуючи ініціативою з розвитку технологій віртуальної реальності.
Її розробки знайшли застосування в шоломах віртуальної реальності, телевізорах високої чіткості, ноутбуках та проекторах. Вона зробила вагомий внесок у створення доступних обчислювальних пристроїв та інноваційних технологій для споживчої та медичної візуалізації. У 2008 році журнал Time включив її до списку ста найвпливовіших науковців та мислителів у світі , а в 2013 році CNN відзначив її серед «10 мислителів» за досягнення в інноваціях у галузі дисплеїв. 
У 2016 році Джепсен заснувала стартап Openwater, який займається розробкою технологій візуалізації тіл, схожих на функціональну магнітно-резонансну томографію (фМРІ), з використанням голографічних та інфрачервоних методів. 

## Ранні роки
Джепсен здобула освіту в галузі студійного мистецтва та електротехніки в Університеті Брауна. Вона отримала ступінь магістра наук у галузі голографії в MIT Media Lab, а згодом повернулася до Брауна, де захистила докторську дисертацію з оптичних наук. 

## Особисте життя
Джепсен одружена з Джоном Патріком Конором Раяном, який раніше був партнером у Monitor Group. У 1995 році в неї діагностували пухлину гіпофіза, яку було видалено. Через це вона має пангіпопітуїтаризм, і змушена двічі на день проходити курс замісної гормональної терапії.  Її особистий опис цього досвіду та поточних проблем, з якими вона стикається, було опубліковано в New York Times. 

## Кар'єра
У рамках докторської роботи вона поєднала теоретичний аналіз спряжених хвиль із лабораторними дослідженнями, під час яких створила рельєфно-гравійовані дифракційні ґратки з рідкокристалічними заповненнями, що демонструють високу дифракційну ефективність за неполяризованого освітлення 
Вона створила одні з найбільших у світі навколишніх дисплеїв. У Кельні, Німеччина, вона збудувала голографічну копію існуючих будівель у старовинному районі міста та створила голографічний дисплей, що охоплював цілий міський квартал. Також вона довела технічну можливість проєкції телевізійних зображень на поверхню Місяця, але сама визнала це культурно неприйнятним. 
З 2003 до кінця 2004 року вона обіймала посаду технічної директорки підрозділу дисплеїв компанії Intel.  У 2016 році Джепсен увійшла до ради директорів Lear Corporation — провідного виробника автомобільної електроніки та сидінь. 
У 2005 році Джепсен приєдналася до факультету медіа-лабораторії Массачусетського технологічного інституту як професорка з постійною посадою. Тут вона заснувала групу Nomadic Displays Group і ще у 1989 році співстворила першу у світі голографічну відеосистему, де інтерференційна структура голограми обчислювалася в реальному часі та відображалася на виготовленому нею дисплеї.  Ця розробка надихнула на створення нового підрозділу в галузі голографічного відео та отримала численні нагороди. 
Співпрацюючи з Ніколасом Негропонте, вона одночасно стала співзасновницею One Laptop per Child, який розробив ноутбук вартістю 100 доларів США — найбільш енергоефективний ноутбук за всю історію. Станом на 2013 рік було доставлено мільйони таких пристроїв дітям у країнах, що розвиваються, а доходи перевищили позначку в мільярд доларів. Проєкт охопив понад 50 країн і понад 25 різних мов.  Упродовж першого року роботи OLPC (2005) вона була єдиною співробітницею проєкту. До кінця 2005 року Джепсен завершила розробку початкової архітектури, очолила створення першого прототипу й залучила кілька найбільших виробників для виробництва XO-1. До кінця 2007 року вона керувала процесом розробки ноутбука і його виходом у масове виробництво. У рамках OLPC Джепсен винайшла технологію дисплею, який можна читати на сонячному світлі, а також стала співавторкою системи наднизького енергоспоживання, реалізувавши ці розробки у масштабному виробництві.         

### Pixel Qi
У 2008 році Джепсен заснувала комерційну компанію Pixel Qi для впровадження у ринок деяких технологій, які вона розробила в рамках проєкту OLPC.  Діяльність фірми грунтувалась на ідеї, що екран є ключовим компонентом будь-якого мобільного пристрою.   Мета Pixel Qi полягала у створенні високопродуктивних екранів з низьким енергоспоживанням, які можна читати на сонячному світлі для мобільних пристроїв. Довгострокове бачення компанії передбачало розробку пристроїв, які ніколи не потребували б підзарядки, шляхом зниження енергоспоживання та використання альтернативних технологій виробництва електроенергії та батарей. Екрани від Pixel Qi увійшли до кількох десятків комерційних та спеціалізованих продуктів, забезпечуючи читабельність на сонячному світлі та зменшене енергоспоживання екрана (на яке зазвичай припадає близько 90% енергії планшета та 70% енергії стандартного мобільного телефону). 

### Google X і віртуальна реальність
У 2013 році Джепсен приєдналася до Google X, де консультувала та керувала програмами, пов'язаними з дисплеями і побутовою електронікою в Google.  The Wall Street Journal повідомив, що серед її проєктів був Google Lego TV - дисплеї, які складалися з менших екранів, що з’єднуються між собою, як деталі Lego, створюючи великі безшовні зображення та «живі стіни». Ці технології призначалися для створення інтерактивних стін розміром з кімнату, телебачення, відеоконференцій та ігор, а також для створення віртуальної реальності без потреби використання гарнітури чи інших носимих пристроїв.  Вона також стала однією з перших учасниць ініціативи Google «Solve for X», де представила свою ідею «Уявлення очима розуму». 
У лютому 2015 року вона приєдналася до Facebook на керівну посаду в сфері віртуальної реальності. 

### Openwater
У 2016 році Джепсен залишила Facebook і заснувала компанію Openwater, яка прагне зробити візуалізацію на основі інфрачервоної голографії, подібну до фМРТ, доступною для практичного використання всередині тіла, за ціною, співмірною з вартістю побутової електроніки і у портативному форматі.   Вона виступила з доповіддю на конференції TED у 2018 про технологію, яка лежить в основі розробок Openwater.  На конференції IGNITION 2018 Джепсен докладніше розглянула процес розвитку МРТ-пристроїв компанії та перспективи використання технології для телепатії, що дозволяє користувачам передавати думки та почуття електронним шляхом. 
У 2020 році, під час онлайн-дзвінка Мері Лу зазначила, що пристрої Openwater перебувають на етапі швидкого створення прототипів, а альфа-набори очікувалися у серпні 2020 року. У тому ж році вебсайт компанії повідомив: «Ми починаємо клінічні дослідження на людях, щоб використовувати пристрої як детектор інсульту до кінця 2020 року».  
Станом на 2020 рік фінальні пристрої планувалося випустити у 2021 році, але ця дата була перенесена на 2024 рік, про що йшлося у поширених запитаннях, написаних у січні 2024 року. 
У відкритому «Листі засновника» в січні 2024 року  докторка Мері Лу Джепсен оголосила, що залучила «54 мільйони доларів за останні кілька місяців» для створення проєкту із відкритим вихідним кодом за ліцензією AGPL. Мета проєкту— дозволити іншим організаціям зменшити вартість лікування захворювань.

## Нагороди та визнання
- 100 найвпливовіших людей світу (за версією журналу Time, список Time 100). [44]
- У 2008 році Канадський Атабасканський університет нагородив Джепсен почесним докторським ступенем. [45]
- Одна з 10 найкращих мислителів 2013 року (за версією CNN) [46] за її роботу над переосмисленням функціональної візуалізації мозку за допомогою компактних систем, які можуть призвести до прямої комунікації через людську думку.
- У 2014 році вона отримала почесний ступінь доктора наук від Університету Брауна . [47]
- Медаль Едвіна Г. Ленда від Оптичного товариства (OSA). [48]
- Член Оптичного товариства (OSA). [49]
- Одна з 50 найкращих жінок-інформатиків усіх часів (за визначенням Інституту Аніти Борг). [50]
- Найкращі нагороди випускників Університету Брауна : Медаль Горація Манна (від Вищої школи Брауна) і нагорода BEAM (від Школи інженерії університету). [51] [52]
- 2011 ABIE Award for Innovation [53] від Інституту Аніти Борг . [54]
- 50 найкращих жінок у технологіях Америки за версією Forbes у 2018 році [55]

Вона також отримала численні нагороди за роботу в рамках проєкту One Laptop per Child і була включена до багатьох престижних списків у сфері обчислювальних технологій, складених Fast Company, New York Times, IEEE Spectrum та іншими виданнями.
- У 2019 році її було визнано (Всесвітнім економічним форумом) Технологічним піонером [56]

## Зовнішні посилання
- Офіційний сайт
- 1465 Мері Лу Джепсен на TED(англ.)
- Mary Lou Jepsen on Google Scholar
- Oculus Has Hired Mary Lou Jepsen Away From Google X